# Pepsis menechma
Pepsis menechma (лат.) — вид дорожных ос рода Pepsis (подсемейство Pepsinae).

## Этимология
Значение видового названия P. menechma несколько неясно. Французский энтомолог Лепелетье в своём первоописании в 1845 году назвал его по-французски Pepsis Menechme, что может означать «близнец, двойник». Это отсылка к римской комедии, основанной на греческом оригинале, «Два Менехма» (Menaechmi). Вероятно, что Лепелетье имел в виду сходство P. menechma с видом, который он обсуждал непосредственно перед ним, — P. luteicornis.

## Распространение
Ареал вида охватывает Северную, Центральную и Южную Америку от США до Аргентины.

## Описание
Основная окраска тела чёрная с синевато-фиолетовым блеском, крылья от оранжевого до чёрного. Длина тела — от 2 до 3 см. От близких видов самца лучше всего отличить от других по наличию тонкой линии волосков на 4-м стерните и субгенитальной пластинке, имеющей три гребня в базальной части и сильно утолщенной в вершинной половине, а не просто расширенной латерально; самку — по сильно изогнутым в вершинной части шпорам и обычно изогнутым щетинкам задних голеней. Маленькие центральноамериканские самки похожи на самок P. ianthina. Однако, в отличие от этого вида, зубцы задних голеней мельче, между ними присутствуют сильно изогнутые волоски, а внутренняя шпора (которые простираются примерно до 0,4 длины базитарзуса, а не до 0,3) имеет небольшой, но отчетливый апикальный крючок. Усики самок состоят из 12 сегментов (скапус, педицель и 10 флагелломеров). У самцов — 13-члениковые, более толстые и более прямые антенны и семь видимых брюшных сегментов; у самок — более узкие, скрученные усики и шесть видимых брюшных сегментов.

## Таксономия
Вид был впервые описан в 1845 году французским энтомологом Амедеем Луи Мишелем Лепелетье, а его валидный статус подтверждён в ходе родовой ревизии, проведённой британским гименоптерологом C. R. Vardy (Harefield, Мидлсекс, Великобритания). Включён в состав видовой группы Pepsis menechma, сходен с видом P. decipiens.